# اسدرم (أزيار)
اسدرم هي إحدى مشيخات المملكة المغربية، تتبع جغرافيا لعمالة أكادير إدا وتنان وإداريًا لأزيار. يقدر عدد سكانها بـ 163 نسمة حسب الإحصاء الرسمي للسكان والسكنى لسنة 2004.